# 斯基克達區

36°52′00″N 6°54′00″E / 36.8667°N 6.9000°E
斯基克達區（阿拉伯语：‎），是阿爾及利亞的行政區，位於該國東北部，由斯基克達省負責管轄，首府設於斯基克達，面積162平方公里，1998年人口为199,921人，人口密度每平方公里1,200人。